# Ōtsu
Ōtsu (大津市, Ōtsu-shi, littéralement « grand port ») est la capitale de la préfecture de Shiga, située sur l'île de Honshū, au Japon.

## Géographie

### Situation
La ville d'Ōtsu est située dans la préfecture de Shiga, sur l'île de Honshū, au Japon. Capitale préfectorale, elle s'étend au sud-ouest du lac Biwa, sur 20,6 km d'est en ouest et 45,6 km du nord au sud.

### Démographie
En octobre 2022, la population de la ville d'Ōtsu était estimée à 344 456 habitants répartis sur une surface de 464,51 km2 (densité de population de 742 hab./km2). En 2010, elle était de 337 634 habitants.

### Topographie
Les monts Hira forment une partie du nord de la ville d'Ōtsu. Le mont Hiei constitue, à l'ouest de la ville, une section de la frontière entre Ōtsu et Kyoto.
De 1898 à 2014, la superficie d'Ōtsu a augmenté passant de 14,20 à 464,51 km2 par fusions successives avec des municipalités voisines. En 2007, notamment, la ville a acquis 90,04 km2 de la partie ouest du lac Biwa, le long duquel elle s'étend.

### Climat
La moyenne annuelle des températures est de 15,6 °C, avec des précipitations annuelles de 1 743 mm.

## Histoire
Des fouilles archéologiques effectuées sur le territoire d'Ōtsu ont démontré une présence humaine remontant au Paléolithique. Des outils de pierre taillée, certains vieux de dix mille ans, ont été extraits du sol de la ville.
Des artéfacts archéologiques, tels que des amas coquilliers, découverts sur la rive ouest du lac Biwa et dans le voisinage de la source du fleuve Seta, au sud du lac Biwa, établissent l'existence du développement local d'une culture de la période Jōmon (~15 000-300 av. J.-C.). Des traces de pratiques de la riziculture, typiques de la période Yayoi (2 400–1 700 ans av. J.-C.), et des kofuns, monuments funéraires propres à la période Kofun (~250 à 538), ont aussi été mis en évidence.
Au cours du VIIe siècle, le bouddhisme étend sa sphère d'influence jusque sur les rives du lac Biwa. En 667, l'empereur Tenji, défait quatre ans plus tôt avec ses alliés par une coalition étrangère à la bataille de Hakusukinoe, quitte Asuka-kyō et installe sa cour à Ōtsu-kyō, dans un nouveau palais : Ōtsunomiya. Le nouveau domaine impérial est dévasté au cours de la guerre de Jinshin, en 672,,,. Au milieu du XIIIe siècle, Rōben, un moine bouddhiste de l’école Kegon, établit le temple Ishiyama au pied du versant sud du mont Garan (239 m), sur la rive droite du cours supérieur du fleuve Seta,. En 788, Saichō, moine bouddhiste fondateur de la branche Tendai du bouddhisme, fait ériger un temple dans les hauteurs du mont Hiei : l'Ichijōshikan-in,, structure embryonnaire du complexe religieux Enryaku-ji.
En 794, l'éphémère capitale impériale de la province d'Ōmi, devenue une cité portuaire, sous le nom de Furutsu, est rebaptisée Ōtsu par l'empereur Kanmu, dont le règne débute la même année, après l'installation de la cour impériale à Heian-kyō,.
Durant les époques de Heian (794-1185) et Kamakura (1185-1333), la région d'Ōtsu est un important centre du bouddhisme. Vers 1586, Toyotomi Hideyoshi, le shogun en passe d'unifier les provinces formant le Japon, fait construire un château à Ōtsu et développe la cité qui devient une jōkamachi (ville-château) et un centre commercial produisant des biens manufacturés pour les provinces de l'Est et du Nord,. La cité est détruite au cours d'une bataille de la guerre d'unification du pays. Elle est reconstruite comme port lacustre, sous le règne du premier shogun de l'époque d'Edo (1603-1868), Tokugawa Ieyasu. Elle rassemble 17 810 habitants en 1699 et son important marché au riz lui vaut le surnom de « petit Osaka ».
Après la restauration de Meiji (1868), le redécoupage administratif du pays place Ōtsu dans la préfecture de Shiga et y installe l'administration préfectorale. Le 11 mai 1891 survient l'incident d'Ōtsu, une tentative d'assassinat du tsarévitch Nicolas Alexandrovitch de Russie, en visite officielle au Japon, dans le cadre de sa tournée orientale,.
En 1889, au cours de la mise en place du nouveau système d'administration des municipalités élaboré par le gouvernement de Meiji, le bourg d'Ōtsu est officiellement créé. Neuf ans plus tard, à partir de celui-ci, la ville d'Ōtsu est fondée, réunissant 32 446 habitants sur 14,2 km2,. Par fusions successives avec des municipalités voisines, elle s'agrandit, en 1932 puis 1933 (69 116 habitants sur 62,48 km2).
En 2001, Ōtsu devient une ville spéciale puis, huit ans plus tard, est désignée ville noyau,.

## Culture locale et patrimoine

### Patrimoine architectural
Ōtsu abrite des sites religieux anciens tels que :
- le temple Ishiyama, fondé au milieu du XIIIe siècle et lieu sacré de la secte bouddhiste Kegon ;
- l'Enryaku-ji, temple bouddhiste créé à la fin du XIIIe siècle et inscrit en 1994 sur la liste du patrimoine mondial, parmi les monuments historiques de l'ancienne Kyoto[17] ;
- le Mii-dera, un temple bouddhiste situé au pied du mont Hiei, construit sous le nom d'Onjō-ji, au milieu du IXe siècle, à l'initiative d'Enchin, un moine de la secte Tendai[18],[11] ;
- le Tenson-jinja, un sanctuaire shinto établi en 782 ;
- Gichū-ji, un temple bouddhiste de l'école Tendai, qui abrite la sépulture du poète Matsuo Bashō.

### Musée
Ōtsu possède un musée, le musée d'histoire d'Ōtsu, ouvert au public depuis 1990. Il expose des objets issus de fouilles archéologiques locales, des documents historiques et des maquettes reproduisant des scènes du folklore local et de traditions anciennes.

### Événements
Tous les ans, trois jours avant le Jour de l'éducation physique (en) (deuxième lundi du mois d'octobre), se déroule sur deux jours l'Ōtsu matsuri. La principale attraction de cette fête traditionnelle, associée au sanctuaire Tenson et classée bien culturel immatériel important national en 2016, est une parade de treize chars décorés dont quelques-uns présentent des spectacles de karakuri ningyō (poupées mécaniques). L'origine de cette tradition locale remonte à l'ère Keichō (1596-1615),.

## Transports
Ōtsu est desservie par les lignes Biwako et Kosei de la JR West, ainsi que les lignes Keishin et Ishiyama Sakamoto de la compagnie Keihan. Les principales gares de la ville sont celles d'Ishiyama et d'Ōtsu.

## Jumelages
La ville d'Ōtsu est jumelée avec plusieurs municipalités étrangères:
- Lansing (États-Unis) depuis 1969 ;
- Interlaken (Suisse) depuis 1978 ;
- Wurtzbourg (Allemagne) depuis 1979 ;
- Mudanjiang (Chine) depuis 1984 ;
- Gumi (Corée du Sud) depuis 1990.

## Symboles municipaux
L'arbre symbole de la ville d'Ōtsu est le cerisier du Japon, sa fleur symbole Viola mandshurica (en), une plante vivace qui fleurit sur les pentes du mont Hiei, et son oiseau symbole la mouette rieuse, une espèce de la famille des laridés qui peuple les rives du lac Biwa tout au long de l'année et, comme oiseau migrateur, rappelle la dimension internationale de la municipalité.

## Promenade lac Biwa

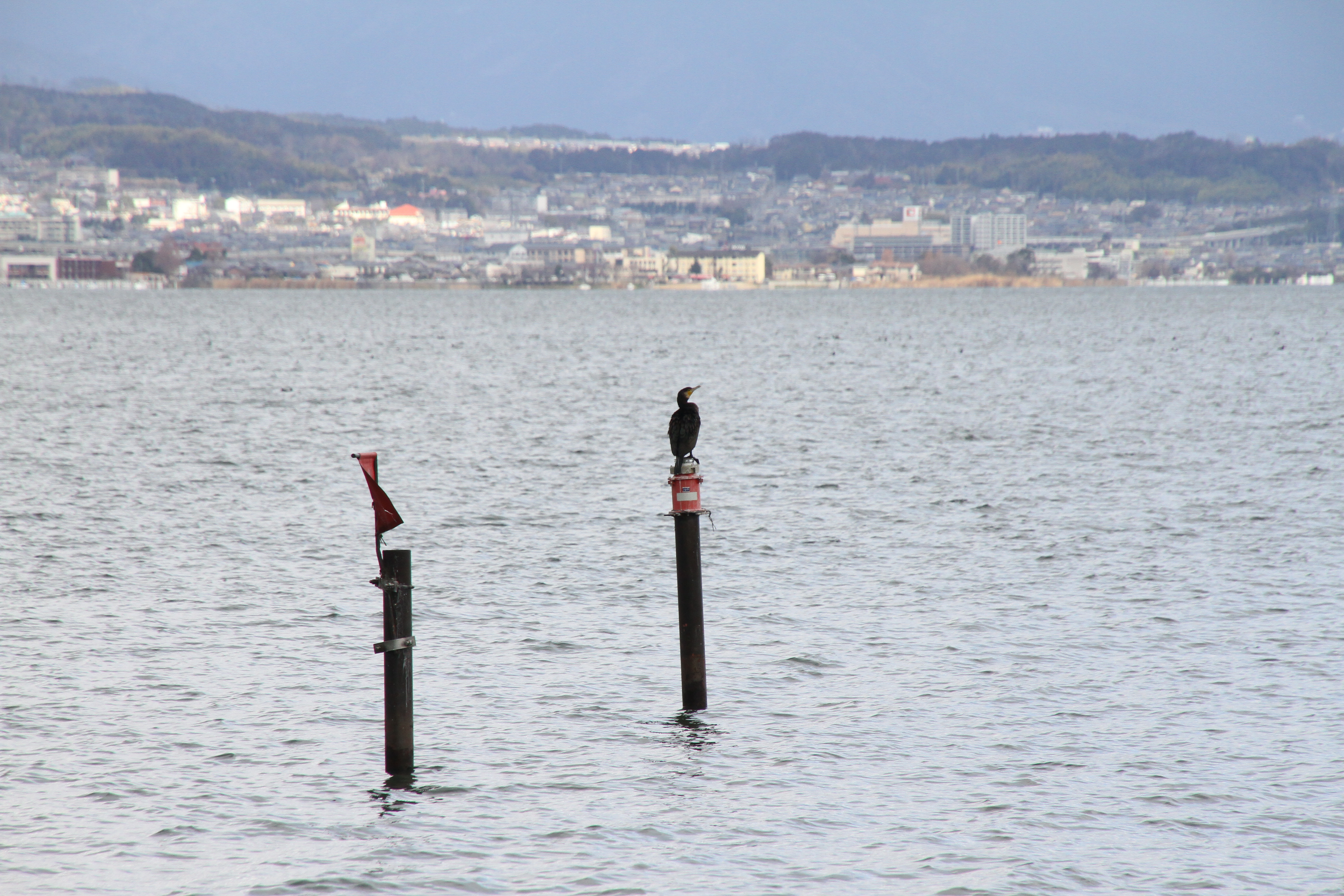
Vue et grand cormoran.
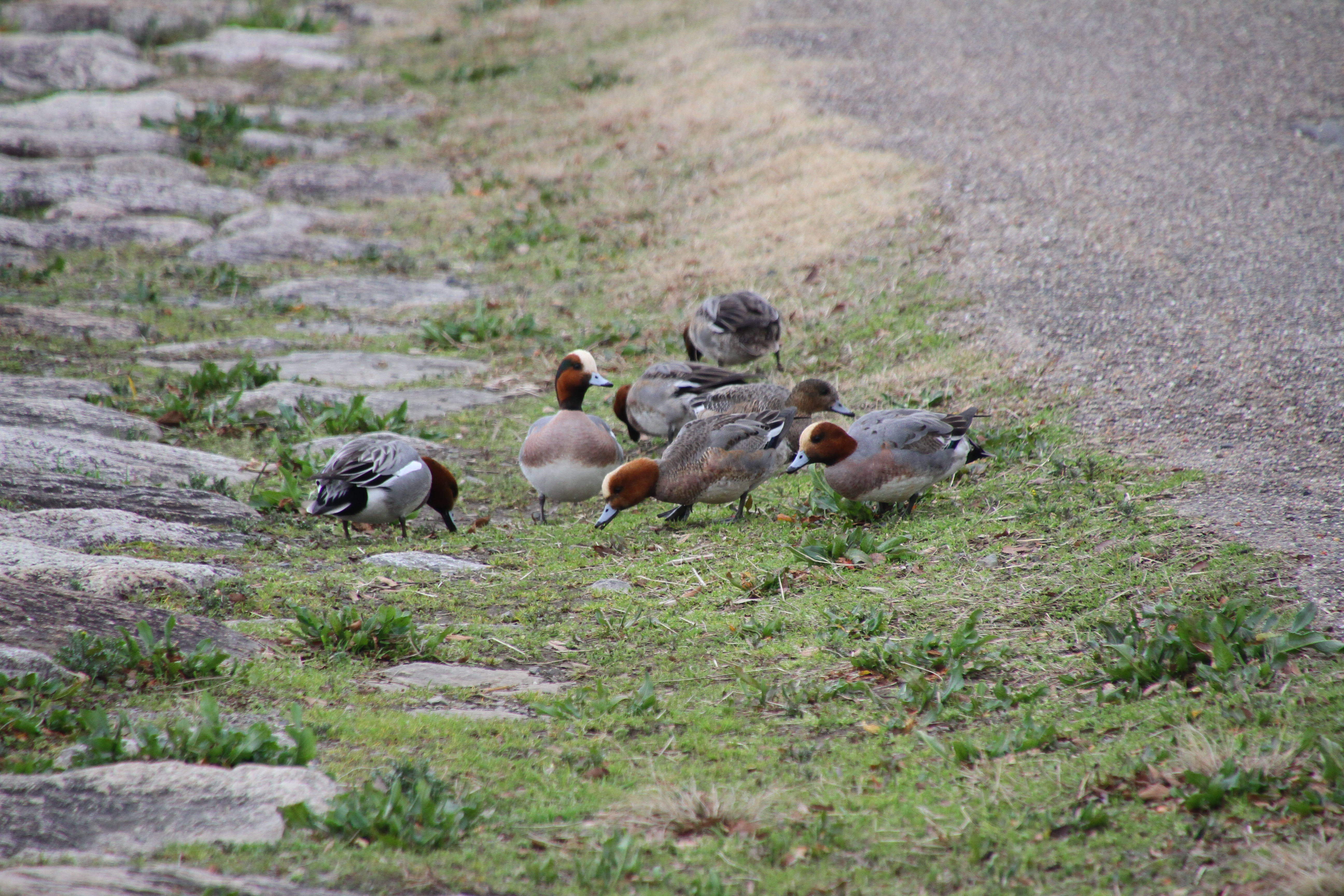
Canards siffleurs.
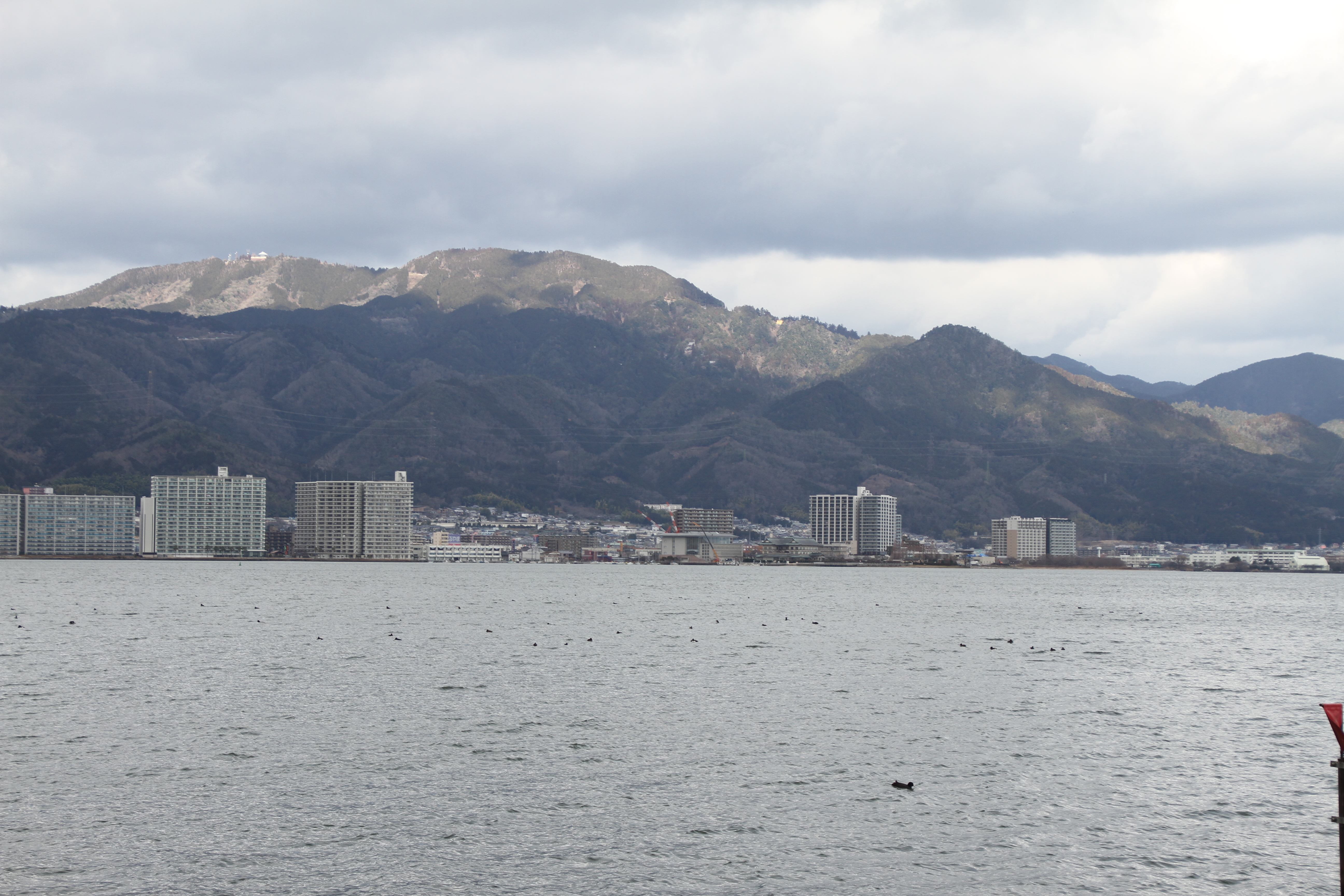
Ōtsu.
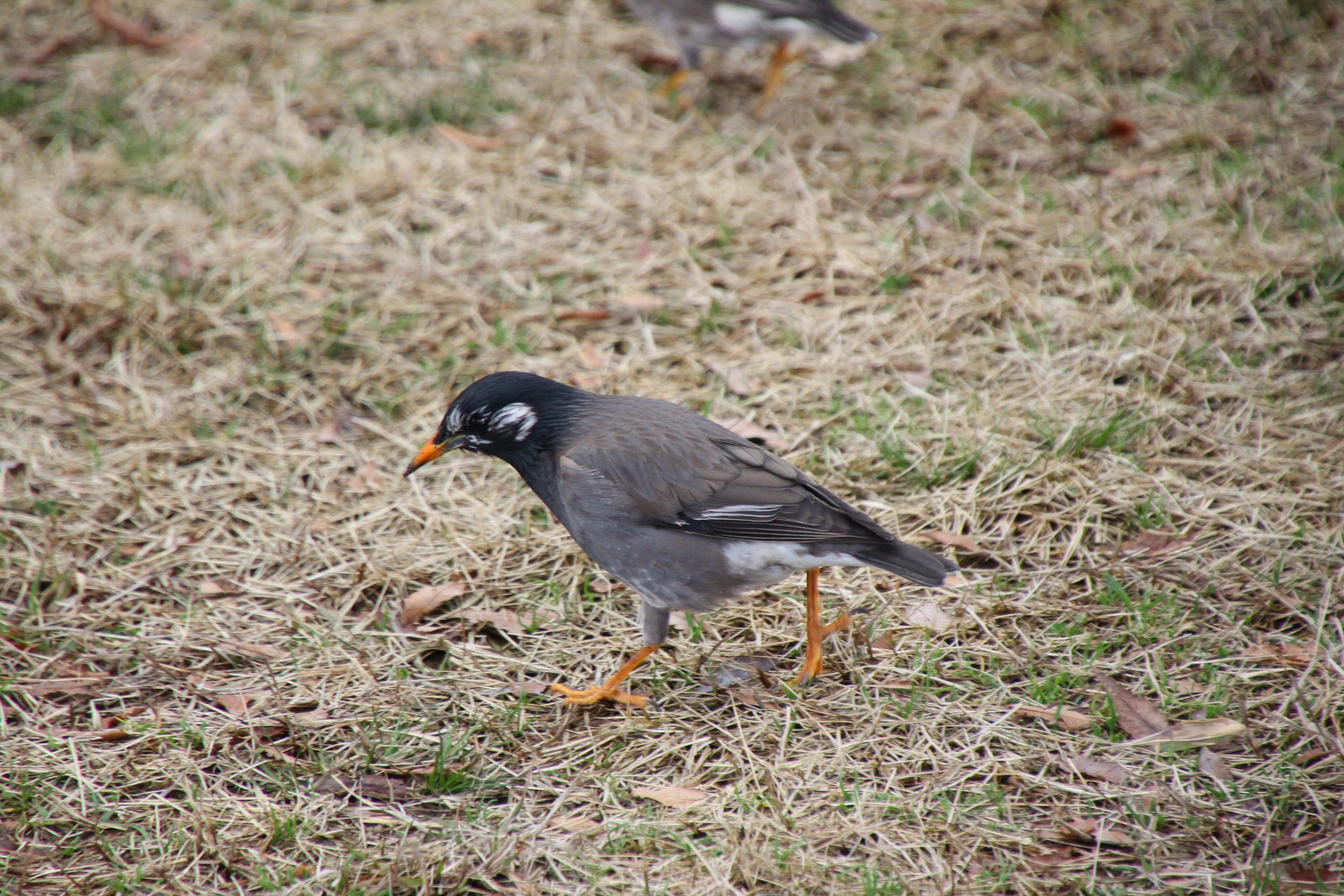
Étourneau gris du Japon.